# 시대정신 (영화)
《시대정신》(Zeitgeist, the Movie)은 기독교의 근원, 9·11 테러 및 금융 시스템을 포함한 역사적이고 근대적인 사건을 소재로, 2007년 피터 조지프(Peter Joseph) 감독이 제작한 다큐멘터리 영화이다. 2007년 6월 18일에 zeitgeistmovie.com에서 공식 배포하였다.
속편인 《시대정신:부록》(Zeitgeist: Addendum)은 자크 프레스코(Jacque Fresco)의 사상에 영향을 받은 기술 기반의 사회 시스템과 비너스 프로젝트(The Venus Project)를 옹호했다.

## 줄거리
영화는 철학적인 내용의 음성이 담긴 추상적인 영상과 풍자 및 기록 영상으로 시작된다.
음성에는 초감 트룽파 린포체의 영혼에 관한 연설의 일부분이 포함되어 있고, 전쟁과 9·11 테러의 절정을 이루는 폭발 장면이 신시사이저 음향과 함께 이어진다. 전쟁 희생자를 보여주는 일련의 영상이 뒤를 잇는다. 영화 제목이 나타나고, 조던 맥스웰의 숨겨진 내면의 세상(Inner World of Occult)이 인용되는데, 이것은 종교적 관습, 정부 그리고 사람들을 우주에서 진실하고 신성한 존재로부터 잘 못 인도한다고 의혹을 받고있는 금융 연합체에 대해 비판한다. 영화의 도입부는 풍자 애니메이션과 함께 작고한 코미디언인 조지 칼린의 종교에 대한 비평으로 끝맺는다.

### Part 1

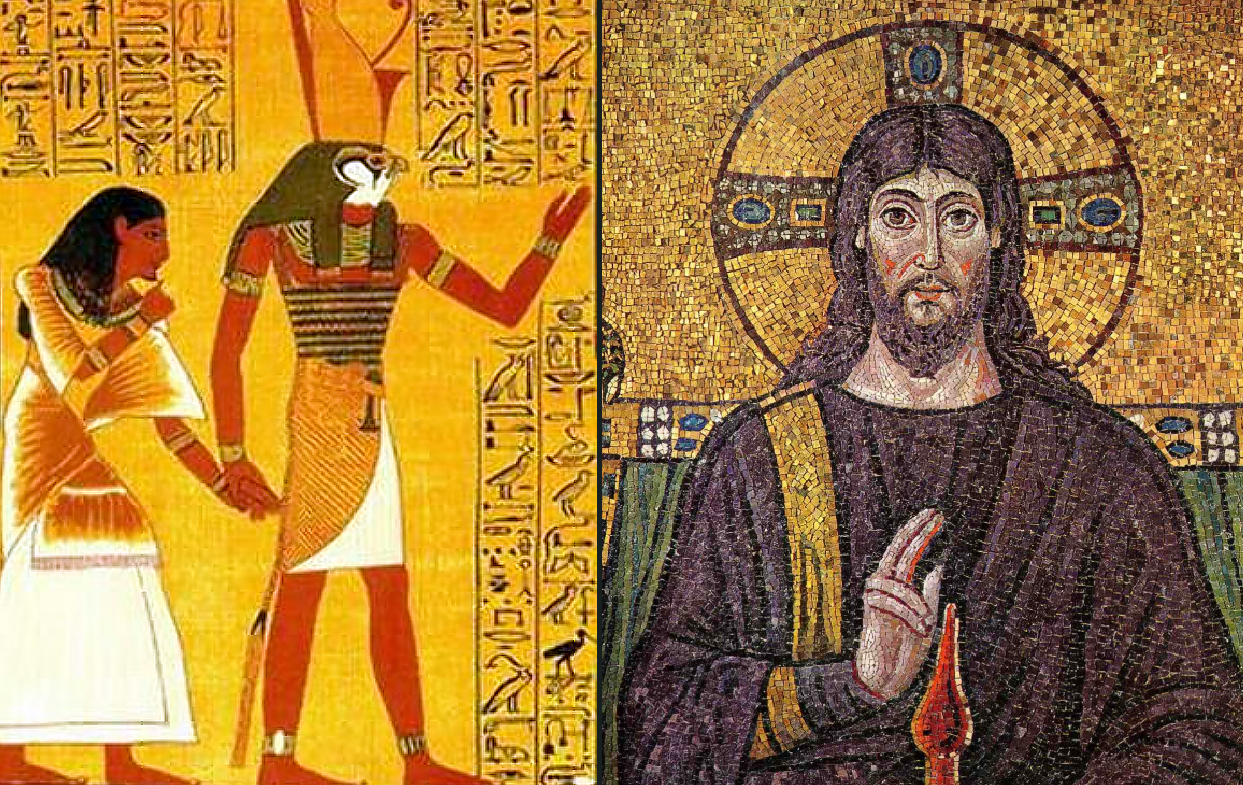
호루스 좌측 과 예수 우측, 영화에서는 두 가지 모두 "태양신"을 나타냄

"종교, 가장 위대한 동화"라는 제목을 가진 Part I은 특히 기독교가 대부분 다른 종교, 천문학적 사실, 점성술의 신화와 전통으로부터 얻어졌다고 주장하면서, 신이 주신 동화로써의 종교에 대한 의문을 제기한다. 그런데 그것들은 순서대로 다른 것들로부터 얻어지고 다른 것들과 공유된다. 예수 신화에 대한 가설에 더해서 이 부분에서는 역사적으로 예수는 지배를 위해 정치적으로 양육된 문학적 그리고 점성술적인 부분의 혼합체라고 주장한다. 이부분은, 19세기 시인이자 아마추어 이집트 전문가인 제럴드 매시(Gerald Massey), 신화작가 조지프 캠벨(Joseph Campbell)과 이 영화에 관한 안내서를 출판한 D.M 머독(D.M Murdoc(Acharya S))을 포함해 다양한 작가와 영화 제작자의 주장을 기반으로 하고있다.
고대 이집트의 태양신 호루스는 그 뒤에 태어난 수많은 종교의 신-아티스, 크리슈나, 디오니소스, 미트라, 그리고 예수에 국한되지 않는-의 많은 특징들과 비슷한 속성을 지니고 있다고 소개된다. 그 속성은 12월 25일에 처녀 잉태, 열두 제자, 3일 동안의 매장, 부활 그리고 기적을 행하는 것을 포함한다.
영화에서는 이 공통적인 속성들에 관한 주장을 자세히 설명한다. 공통적인 12월 25일 탄생의 기원을 설명하기 위해, 영화에서는 동지가 가장 짧은 일조 시간을 가지는 연중 가장 짧은 날(북반구에서)이기 때문에 동지 3일 후에 일조 시간이 증가하는 것처럼 보일 수 있다는 것을 보여준다. 이것은 "빛의 신" 또는 태양신의 탄생을 나타낸다. 영화에 따르면 또 하나의 기독교와 천문학의 유사성은 오리온좌에 세 개의 별("세 명의 왕"이라고 불리는)이 12월 25일에 하늘에서 가장 밝은 시리우스와 나란히 위치하고, 지평선에서 떠오르는 태양을 가리킨다는 것이다. 일반적인 기독교 신화에 따르면, 이때를 예수의 탄생과 동일시하는데, 그곳은 세명의 왕이 예수의 정확한 탄생지를 찾아내기 위해 동쪽에 별을 따라왔다는 곳이다. 더구나 12월 25일 부근에 태양은 동정녀로 알려진 별자리인 처녀자리 부근에서 떠오르는데, 이것은 예수의 처녀 잉태의 기원으로 언급된다. 십자가에서의 예수의 죽음을 남십자성 근처로 태양이 지는 것에 비유하는 것은 비슷한 원리에 근거를 둔다. 이와 더불어, 물위를 걷는 것(여명과 황혼에서 반사), 맹인이 볼 수 있도록 돕는 것(빛 없이는 어둠 이외에 아무것도 없고, 빛이 있어야 다시 볼 수 있다) 그리고 물을 포도주로 바꾸는 것(포도의 익어감)을 태양의 영향으로 설명되는 은유적인 기적으로 설명한다.

### Part 2: All the World is a Stage
파트 II : "세계의 무대 9 / 11 공격은 영화의 일부 내용이 될 수 있다."라는 주제 아래, 파트 II는 여러 9 / 11 음모 이론 영화의 중요한 장면을 사용하고 9월 11일 공격이 하나의 시작,또는 대량의 두려움을 생성하기 위해 미국 정부에 의해 발생 및 제공, 테러와의 전쟁을 정당화 할 수 있다고 주장하고, 시민의 자유단축을 위한 구실 밑 경제적 이득을 생산하고 있다고도 주장하고 있다. 이러한 아이디어는 미국 정부와 군부가 의도적으로 비행기가 자신의 목표에 도달 할 수 있음을, 공격에 대한 사전 지식을 가지고 있었고, 세계 무역 센터 건물 1, 2, 7에 대한 제어 철거를 시행하는 사안을 마련하였다.